# Miño
Miño (hiszp. i gal. Miño, wym. [ˈmiɲo]; port. Minho, wym. [ˈmiɲu]; łac. Minius) – rzeka w północno-zachodniej części Półwyspu Iberyjskiego, w Hiszpanii (w dolnym biegu, na odcinku 76 km, na granicy z Portugalią), o długości 310 km. Dorzecze rzeki jest niewielkie, liczy około 20 tys. km², ale ze względu na dosyć wysokie opady wynoszące około 1400 mm stan wód jest znacznie wyższy niż w innych, większych rzekach półwyspu. Średni przepływ przy ujściu wynosi około 340 m³/s
Rzeka wypływa z Laguna de Fonmiña, około 50 km na północ od Lugo w pasmie Sierra de Meira w Górach Kantabryjskich, płynie przez wyżyny i góry Galicji, a na południe od Vigo, między miejscowościami A Guarda i Caminha, uchodzi estuarium do Oceanu Atlantyckiego.
Wykorzystywana do żeglugi w dolnym biegu na odcinku 33 km i do produkcji energii elektrycznej (hydroelektrownie). W górnym i środkowym biegu rzeki znajdują się zbiorniki retencyjne (największy z nich to Belesar).
Główne dopływy:
- lewe: Sil, Árnoia.
- prawe: Anllo, Ladra, de Tea

Ważniejsze miejscowości nad Miño: Lugo, Portomarín, Ourense, Tui. Nazwą Minho określa się również krainę historyczną w północnej części Portugalii.